# هارالد هينركسن
هارالد هينركسن هو رسام دنماركي، ولد في 1883، وتوفي في 1960.